# Jacqueline Roque
Jacqueline Picasso (* 24. Februar 1927  in Paris als Jacqueline Roque; † 15. Oktober 1986 in Mougins) war die zweite und letzte Ehefrau von Pablo Picasso und sein meist dargestelltes Modell.

## Leben
Jacqueline Roque wurde 1927 geboren. Nach ihrer ersten Heirat mit dem Ingenieur André Hutin und der Geburt ihrer Tochter Catherine Hutin-Blay lernte sie im Jahr 1953 Pablo Picasso kennen, dessen Trennung von Françoise Gilot und den gemeinsamen Kindern Claude und Paloma bevorstand. Als Jacqueline Picasso kennenlernte, war sie Keramikverkäuferin bei Madoura in Vallauris, in dessen Atelier Picasso seit 1946 keramische Arbeiten schuf. Sie war 46 Jahre jünger als Picasso. Im Oktober 1954 malte der 72-jährige Pablo Picasso die 27-jährige Jacqueline Roque, seine neue Geliebte und spätere Ehefrau. Keine Frau porträtierte Picasso häufiger. Sie heirateten in Vallauris am 2. März 1961.
Jacqueline verbrachte die letzten 20 Jahre mit Picasso, davon zwölf legitim verheiratet, bis zu seinem Tod 1973, die Ehe blieb kinderlos. Sie ließ seine Porträtmalerei wieder aufblühen, und es entstanden mehr als 400 Porträts von ihr.
Nach dem Tod Picassos verweigerte sie den Kindern von Françoise Gilot, Claude und Paloma die Teilnahme an der Trauerfeier. Ebenfalls versagte Jacqueline Picassos Enkel Pablito Picasso (Sohn von Paolo, Picassos Sohn aus der ersten Ehe mit Olga Picasso) die Teilnahme. Pablito war so entsetzt, dass er eine Flasche Bleichmittel trank, was zur Folge hatte, dass er drei Monate später starb.
Françoise Gilot klagte gegen Jacqueline über das Erbe des Verstorbenen. Nach dem Rechtsstreit und Tod von Picassos ältestem Sohn Paolo († 1975) aus erster Ehe entschied der französische Gerichtshof im Jahr 1977, dass die Erben Picassos Jacqueline Picasso, Françoise Gilots Kinder Claude Picasso und Paloma Picasso, Maya Widmayer Picasso, Tochter von Picasso und Marie-Thérèse Walter, sowie die Enkel Bernard und Marina Picasso seien.
Jacqueline Picasso nahm sich 1986 nach der Eröffnung einer von ihr mit arrangierten Picasso-Ausstellung durch Erschießen das Leben, 13 Jahre nach dem Tod ihres Mannes. Sie ruht neben Pablo Picasso im Park von Château Vauvenargues in Vauvenargues.
Im November 2017 wurde Picassos Gemälde Hockende Frau (Jacqueline) aus dem Jahr 1954 bei Christie’s in New York versteigert. Das Anfangsgebot lag bei zwölf Millionen Dollar. Zwei Mitarbeiter von Christie’s verkündeten abwechselnd telefonische Gebote zweier anonymer Bieter. Schließlich fiel der Hammer bei 32,5 Millionen Dollar.